# Claude Landenbergue
Claude Landengue, né le 24 mars 1964, est un joueur d'échecs suisse.

## Biographie
En 1984, il remporte en individuel, la Coupe Suisse. Avec l'équipe nationale suisse, il participe à trois Olympiades d'échecs (1990—1994) et trois Championnats d'Europe par équipes (1989, 2003, 2007). Il entraîne l'équipe nationale des jeunes pour la Fédération suisse des échecs.
Il remporte la Ligue nationale suisse A en 1989 et 1997 avec le SG Bienne et en 2012, 2015 et 2019 avec le Club d'Échecs de Genève. Il remporte la Ligue nationale suisse des échecs en 2009-2010 avec le Valais. Il a remporté la Coupe de Suisse par équipe en 1991, 2004 et 2008 avec l'Échecs Club Bois-Gentil Genève. Il a également joué pour le SK Berne. 
En France, il joue pour le Cercle d'Échecs de Bois-Colombes lors des Championnats de France d'échecs des clubs en 2008 et 2009. Landenbergue participe à la Coupe d'Europe des clubs en 2005 avec le SG Biel, et en 2013 avec l'Échecs Club Bois-Gentil Genève.
Il détient le titre de maître international depuis 1989. Cependant, il est considéré comme inactif car il n'a pas joué à un jeu classé Elo depuis la Coupe de Léman, à Genève, en août 2020. Son classement Elo le plus élevé à ce jour était de 2458 en juillet 2007, la même année où il a atteint sa première norme de grand maître dans la Ligue nationale A.